# Livramento de Nossa Senhora
Livramento de Nossa Senhora este un oraș în statul Bahia (BA) din Brazilia.
În anul 2004, populația sa era de 39.913 locuitori.